# Kesten, Smolean
Kesten (în bulgară Кестен) este un sat în comuna Devin, regiunea Smolean,  Bulgaria. 

## Demografie
Componența etnică a satului Kesten
     Bulgari (93,68%)
     Nicio identificare (6,31%)
     Altele (0%)
La recensământul din 2011, populația satului Kesten era de 95 locuitori. Din punct de vedere etnic, majoritatea locuitorilor (93,68%) erau bulgari. Pentru 6,31% din locuitori nu este cunoscută apartenența etnică.